# Massacre de Pya-Hodo
 (avril 2023).
Le massacre de Pya-Hodo est un massacre survenu le 21 juin 1957 à Pya-Hodo, au Togo. Ce jour-là, une délégation de l'ONU s'est rendue dans le pays, à Pya-Hodo (dans la préfecture de la Kozah). La population a profité de la visite de la mission des Nations unies, conduite par Charles T. O. King, représentant permanent du Libéria auprès des Nations unies, pour exprimer sa frustration face à l'administration coloniale française au Togo qui a été imposée au pays.

## Massacre
Face à la colère des manifestants, protestant contre l'arrestation du nationaliste togolais Bouyo Moukpé, l'armée coloniale a tiré sur la foule fréquentant le marché de Hodo, faisant 20 morts et de nombreux blessés. La mission a déploré l'incident lié à la situation politique de l'époque qu'elle a qualifié de « tendue, amère et meurtrière ».

## Conséquences
Les indépendantistes se sont opposés à l'application de la loi-cadre du 23 juin 1956 dite « loi Gaston Deferre ». Le Togo n'était pas une colonie mais un territoire confié par l'ONU à la France. Après ce drame, la France a été contrainte d'organiser des élections sous la supervision d'émissaires de l'ONU. Cependant, l'indépendance ne fut obtenue que le 27 avril 1960.

## Mémoire
La commémoration a lieu chaque année, le 21 juin, mais cette fête des martyrs, jour férié et chômé, ne date que de 2021. Elle commémore tous les morts de la lutte pour l'indépendance, pas seulement les victimes du massacre de Pya-Hodo. Une stèle de marbre blanc a été érigée dans cette localité, en pays kabyè. Il y est écrit : « Ils sont morts pour que le Togo vive ».